# 双石铺镇
双石铺镇，是中华人民共和国陕西省宝鸡市凤县下辖的一个乡镇级行政单位。

## 行政区划
双石铺镇下辖以下地区：
新建路社区、新民街社区、杨家坪社区、双石铺村、西庄村、桥头庄村、马场村、十里店村、阴湾村、上川村、陈家湾村、兴隆场村、王家坪村、安沟村、草店村、何家坪村、张家尧村、东山村和西山村。

## 历史人物
- 路易·艾黎
- 乔治·霍格